# Kaito Kubo
Kaito Kubo (久保 海都 Kubo Kaito?), född 5 november 1993 i Iwate prefektur, är en japansk fotbollsspelare.
Kubo började sin karriär 2016 i Grulla Morioka. Han spelade 55 ligamatcher för klubben.